# Francesco Orsini (Condottiere)
Francesco Orsini (* 1455; † 18. Januar 1503 in Città della Pieve) war ein italienischer Condottiere und Adeliger aus dem Haus Orsini, der vierte Herzog von Gravina, Herr von Nerola, Scandriglia, Montelibretti und anderen Lehen in Sabina.

Wappen des Hauses Orsini als Fürsten von Salerno und Herren von Nola

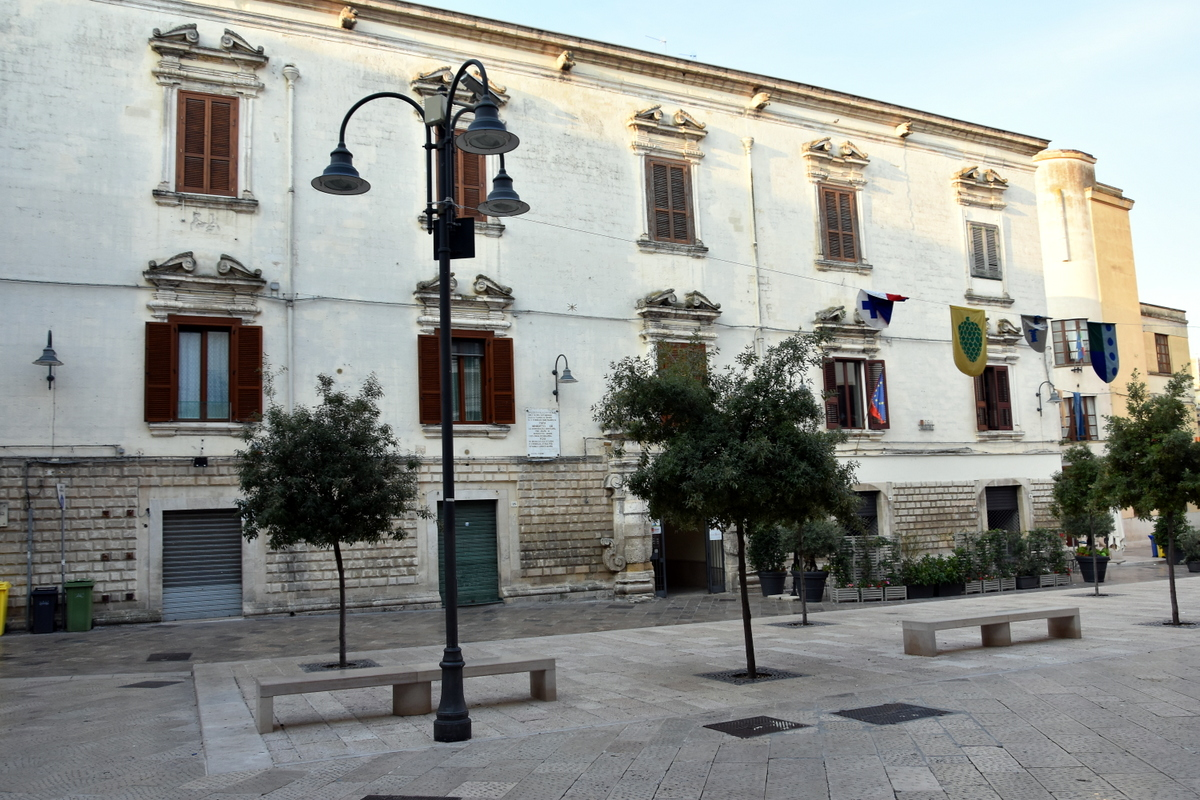
Der Palazzo Ducale in Gravina in Puglia

## Leben
Er war der Sohn von Raimondo Orsini (?–1488), dritter Herzog von Gravina, und Giustiniana Orsini von Monterotondo.
Francesco stand in den Diensten der Aragonier, als Karl VIII. von Frankreich in Italien einfiel. 1496 wurde er von den Franzogen in Lagopizzolo bei Eboli besiegt und gefangen genommen. 1497 hielt sich Francesco in Capua auf, wo er mit anderen Adeligen der Krönungszeremonie Friedrichs I. von Neapel beiwohnte. Nach dem Rückzug Karls VIII. kämpfte im Dienste der Kirche unter den Insignien Cesare Borgias. An der Seite von Oliverotto da Fermo griff im Jahr 1502 die Ländereien von Guidobaldo da Montefeltro und Giulio Cesare da Varano an.
Nachdem Borgia Urbino erobert hatte, war er entschlossen auch Bologna in Besitz zu nehmen. Unter seinen Anführern wuchs die Furcht vor den Eroberungszügen von Cesare Borgia (genannt „il Valentino“). Im Oktober 1502 traf sich Francesco daher mit anderen Condottiere in Magione, um auf die Bedrohung zu reagieren. Bei diesem Treffen wurde beschlossen, die Bentivoglio in Bologna zu unterstützen. Bei Calmazzo traf er auf die Truppen der Borgia, die er zusammen mit Vitelli und Paolo Orsini in die Flucht schlug. Valentino wurde vom Verrat seiner Soldaten gewarnt. Nach der Eroberung von Senigallia ließ er unter falschem Vorwand vier Condottieri festnehmen, deren Tod er wegen ihrer Beteiligung an der Magione-Verschwörung wünschte: Vitellozzo Vitelli und Oliverotto da Fermo wurden am 31. Dezember 1502 hingerichtet. Francesco Orsini und sein Cousin Paolo wurden nach Città della Pieve gebracht, wo sie am 18. Januar 1503 von dem Attentäter Michelotto Corella erdrosselt wurden.

## Nachkommen
Francesco heiratete Maria Todeschini Piccolomini von Aragon, mit der er vier Kinder hatte:
- Ferdinando (?–1549), 5. Herzog von Gravina
- Caterina, heiratete Giangiacomo Caracciolo
- Giovanni (?–1534), Soldat
- Gian Antonio (?–1562), Condottiere